# Ясная Поляна (Братский район)
Ясная Поляна (укр. Ясна Поляна) — село в Братском районе Николаевской области Украины.
Основано в 1922 году. Население по переписи 2001 года составляло 137 человек. Почтовый индекс — 55470. Телефонный код — 5131. Занимает площадь 0,415 км².

## Местный совет
55470, Николаевская обл., Братский р-н, с. Шевченко, ул. Шевченка, 31